# No Diggity
No Diggity è un singolo del gruppo R&B statunitense Blackstreet, pubblicato nel 1996 ed estratto dall'album Another Level. Il brano è stato realizzato con la collaborazione di Dr. Dre e Queen Pen. Il brano è presente nel videogioco GTA Online.

## Premi
Il brano ha vinto il Grammy Award nel 1998 nella categoria "Best R&B Performance by a Duo or Group with Vocals".

## Video musicale
Il video è stato diretto da Hype Williams.